# Нојминстер
Нојминстер (њем. Neumünster) град је у њемачкој савезној држави Шлезвиг-Холштајн. Посједује регионалну шифру (AGS) 1004000, NUTS (DEFO4) и LOCODE (DE NEU) код.

## Географски и демографски подаци
Град се налази на надморској висини од 22 метра. Површина општине износи 71,6 km². У самом граду је, према процјени из 2010. године, живјело 77.100 становника. Просјечна густина становништва износи 1.076 становника/km².

## Међународна сарадња
| Мјесто   | Држава               | Врста сарадње | Од    |
| -------- | -------------------- | ------------- | ----- |
| Гижицко  | Пољска               | контакт       | 1954. |
| Кошалин  | Пољска               | партнерство   | 1990. |
| Грејвшам | Уједињено Краљевство | партнерство   | 1984. |
| Извор    |                      |               |       |